# Semimetallo

Riempimento degli stati elettronici in diversi tipi di materiali all'equilibrio. L'altezza è l'energia mentre la larghezza è la densità degli stati disponibili per una certa energia. L'ombreggiatura segue la distribuzione di Fermi-Dirac (nero: tutti gli stati riempiti; bianco: nessuno stato riempito). Nei metalli e nei semimetalli il livello di Fermi E_{F} si trova dentro almeno una banda.

Un semimetallo è un materiale caratterizzato da una sovrapposizione molto piccola tra la parte inferiore della banda di conduzione e la parte superiore della banda di valenza. Secondo la teoria delle bande elettroniche, i solidi possono essere classificati come isolanti, semiconduttori, semimetalli o metalli.
Negli isolanti e nei semiconduttori, allo zero assoluto, la banda di valenza è piena ed è separata da una banda di conduzione soprastante vuota da un intervallo di energia potenziale, detto intervallo proibito, e pertanto essi non conducono elettricità a 0 K. Per gli isolanti, l'ampiezza di questo intervallo proibito è maggiore (ad es. > 4 eV) rispetto a quello di un semiconduttore (es. < 4 eV). Il valore 4 eV è qui puramente esemplificativo, perché la differenza tra un materiale isolante  e uno semiconduttore non è qualitativa, ma solo quantitativa.
Nei semimetalli la banda di conduzione e quella di valenza risultano parzialmente sovrapposte, ma la sovrapposizione avviene a valori diversi del vettore d'onda, come avviene nei semiconduttori a band-gap indiretto; la densità degli stati al livello di Fermi per essi è piccola, a differenza che nei metalli, nei quali è significativa, data la sovrapposizione diretta di tali bande.

## Dipendenza dalla temperatura
Gli stati isolanti/semiconduttori differiscono dagli stati semimetallici/metallici per la dipendenza della loro conducibilità elettrica dalla temperatura. Con un metallo, la conducibilità diminuisce con l'aumento della temperatura (a causa della crescente interazione degli elettroni con i fononi del reticolo cristallino, che sono vibrazioni quantizzate del reticolo stesso). Con un isolante o un semiconduttore (che hanno due tipi di portatori di carica: lacune e elettroni), sia la mobilità dei portatori che le concentrazioni dei portatori contribuiranno alla conduttività e questi hanno diverse dipendenze dalla temperatura. In definitiva, si osserva che la conducibilità degli isolanti e dei semiconduttori aumenta con l'aumento iniziale della temperatura al di sopra dello zero assoluto (poiché più elettroni vengono spostati nella banda di conduzione, creando al tempo stesso lacune nella banda di valenza), prima di diminuire con temperature intermedie e poi, ancora una volta, aumentare con temperature ancora più elevate.
Lo stato semimetallico è simile allo stato metallico, ma nei semimetalli sia le lacune che gli elettroni contribuiscono alla conduzione elettrica e per essi è quindi possibile alterare la conducibilità con l'introduzione di adatte impurezze nel loro reticolo cristallino (drogaggio), come si fa per i semiconduttori. Con alcuni semimetalli, come l'arsenico e l'antimonio, c'è una densità di portatori (elettroni di conduzione e lacune) che aumenta molto poco con la temperatura al di sotto della temperatura ambiente (come nei metalli); nel bismuto questo è vero a temperature molto basse ma a temperature più alte la densità di portatori aumenta con la temperatura dando luogo a una transizione semimetallo-semiconduttore.
Un semimetallo differisce inoltre da un isolante o semiconduttore in quanto la conduttività di un semimetallo è sempre diversa da zero anche a T = 0 K, mentre un semiconduttore ha conducibilità nulla allo zero assoluto e gli isolanti hanno conduttività praticamente nulla anche a temperatura ambiente, perché l'intervallo proibito è più ampio.

## Classificazione
Per classificare semiconduttori e semimetalli, le energie delle loro bande piene e vuote devono essere poste in relazione con la quantità di moto degli elettroni di conduzione nel cristallo. Secondo il teorema di Bloch, la conduzione degli elettroni dipende dalla periodicità del reticolo cristallino nelle diverse direzioni.
In un semimetallo l'estremo inferiore della banda di conduzione è tipicamente situata, nello spazio delle quantità di moto, in una posizione diversa  rispetto all'estremo superiore della banda di valenza (sono situate a vettori d'onda diversi). Si potrebbe dire che un semimetallo è un semiconduttore con un intervallo proibito indiretto avente valore negativo, anche se raramente vengono descritti in questi termini.
La classificazione di un materiale come semiconduttore o semimetallo può diventare complicata quando l'intervallo proibito è estremamente piccolo o leggermente negativo. Il noto composto intermetallico VFe2Al, ad esempio, è stato storicamente considerato semimetallico (con un band-gap negativo, ≈ -0,1 eV) per oltre due decenni prima che si dimostrasse effettivamente,  mediante l'analisi delle proprietà di trasporto della resistività elettrica e del coefficiente di Seebeck., che si trattava di un semiconduttore con un band-gap esiguo (≈ 0,03 eV). Le tecniche sperimentali comunemente utilizzate per studiare il band-gap possono essere sensibili a molti parametri, come la sua ampiezza, le caratteristiche della struttura elettronica (band-gap diretto contro indiretto) e anche il numero di portatori di carica libera, che spesso possono dipendere dalle condizioni di preparazione del campione. Il band-gap ottenuto dalla modellazione delle proprietà di trasporto è essenzialmente indipendente da tali fattori. D'altra parte, le tecniche teoriche per calcolare la struttura elettronica possono spesso sottostimare l'ampiezza del band-gap.

## Popolamento delle bande elettroniche

Questo diagramma illustra i diagrammi di E vs. k di un semiconduttore diretto (A), un semiconduttore indiretto (B), e un semimetallo (C).

A differenza dei metalli, i semimetalli hanno portatori di carica di entrambi i tipi: lacune e elettroni. Tuttavia, entrambi i portatori di carica in genere si trovano in numero molto inferiore rispetto a un metallo tipico. Sotto questo aspetto i semimetalli assomigliano più da vicino ai semiconduttori degeneri. Questo spiega perché alcune proprietà elettriche dei semimetalli sono intermedie tra quelle dei metalli e dei semiconduttori.

## Proprietà fisiche
Poiché i semimetalli hanno meno portatori di carica rispetto ai metalli, in genere hanno conduttività elettriche e termiche inferiori. Hanno anche piccole masse efficaci sia per le lacune che per gli elettroni perché la sovrapposizione di energia risulta solitamente dal fatto che entrambe le bande di energia sono ampie. Inoltre mostrano tipicamente elevate suscettività diamagnetiche e costanti dielettriche reticolari elevate.

## Semimetalli classici
I classici elementi chimici che presentano stati semimetallici in condizioni ambiente sono collocati nel gruppo del carbonio e in quello adiacente dell'azoto.  Nel primo ci sono la grafite, che è l'allotropo più stabile del carbonio e lo stagno alfa (stagno grigio); nel secondo l'arsenico grigio, l'antimonio e il bismuto (tutte e tre sono le forme più stabili dell'elemento). 
Tra i composti c'è ad esempio il tellururo di mercurio (HgTe), che formalmente è un sale, ma anche un semimetallo. Stati semimetallici transitori sono stati riportati in condizioni estreme per composti molecolari. Nel 2014 è stato dimostrato che pure alcuni polimeri conduttori possono comportarsi come semimetalli.

### Differenze tra "semimetallo" e "metalloide"
Il termine "semimetallo" (analogamente a "semiconduttore") si riferisce a un dato materiale in condizioni specificate di forma cristallina, temperatura e pressione, mentre il termine "metalloide" si riferisce ad un elemento chimico, a prescidere dalle condizioni in cui può trovarsi. 
Più in dettaglio, il termine «semimetallo» rappresenta una condizione fisica di un materiale, legata alla disposizione energetica delle bande di valenza e di conduzione, in funzione del vettore d'onda. D'altra parte, un elemento chimico può essere un «metalloide» in base alle sue proprietà chimiche e fisiche.
Inoltre, mentre il fosforo bianco (P4 molecolare) è un isolante, il fosforo nero (l'allotropo più stabile) è un semiconduttore che però a seconda dello spessore del cristallo o per drogaggio può subire una transizione semiconduttore-semimetallo. A seguire, l'arsenico grigio (α-As, romboedrico) è semimetallico, l'arsenico nero (ortorombico) è un semiconduttore e l'arsenico molecolare (As4) è un isolante; invece, gli unici allotropi stabili in condizioni ambiente dell'antimonio (Sb-romboedrico) e del bismuto sono semimetallici. Lo stagno come elemento è un metalloide, ma lo stagno alfa (reticolo cubico) è semimetallico con proprietà particolari, mentre lo stagno beta (reticolo tetragonale) è invece metallico.